# Elisha Cuthbert
Elisha Cuthbert ( rojena Elisha Ann Cuthbert), kanadska filmska in televizijska igralka, * 30. november 1982, Calgary, Alberta, Kanada. 
Postala je mednarodna znana kot Kim Bauer iz serije 24, Danielle v The Girl Next Door in Carly Jones v House of Wax.
Velja za seks simbol in se pogosto navaja v izborih najlepših žensk na svetu.